# A barbár és a troll
A barbár és a troll (eredeti cím: The Barbarian and the Troll) 2021-es amerikai báb animációs vígjáték sorozat, amelyet Mike Mitchell és Drew Massey alkotott. 
Amerikában 2021. április 2-tól volt látható a Nickelodeonon. Magyarországon a Nicktoons mutatta be 2021. október 2-án. Magyarországon a Nickelodeon is bemutatta 2022. július 18-án.

## Cselekmény
Gothmoria földjén Brendar egy vad harcos hercegnő, aki megpróbálja megtorolni a családja elleni támadást. Brendar kalandra talál, amikor találkozik Evan-nel, egy lelkes trollal, aki izgalmak mellett olyan helyeket is keres ahol előadhatja a dalait. Brendar és Evan összefognak, hogy megmentsék királyságukat, és valóra váltsák az álmaikat. Brendar és Evan küldetéséhez hamar csatlakozik a Horus varázsló lánya, Stacey, akiből egy bagoly lett.

## Szereplők
| Szereplő        | Eredeti hangja    | Magyar hangja   |
| --------------- | ----------------- | --------------- |
| Brendar         | Spencer Grammer   | Gáspár Kata     |
| Evan            | Drew Massey       | Czető Roland    |
| Michael         | Drew Massey       | Moser Károly    |
| sárkány         | Drew Massey       | Kerekes József  |
| TBA             | Colleen Smith     | TBA             |
| Horus Pókusz    | Allan Trautman    | Rosta Sándor    |
| Csonti tábornok | Allan Trautman    | Galambos Péter  |
| Dale            | Allan Trautman    | Megyeri János   |
| Stacey          | Sarah Sarang Oh   | Mikecz Estilla  |
| Helén, a kecske | Peggy Etra        | Peller Anna     |
| Linda           | Peggy Etra        | Dobó Enikő      |
| Trollkirály     | James Murray      | Törköly Levente |
| Kyle            | James Murray      | Pálfai Péter    |
| Sharon          | Nicolette Santino | Peller Mariann  |
| TBA             | Jeny Cassady      | TBA             |
| TBA             | Gina Yashere      | TBA             |

## Epizódok
| #   | #   | Eredeti cím                       | Magyar cím                  | Rendezte      | Írta                         | Eredeti premier   | Magyar premier a -on | Magyar premier a -on | Gyártási kód |
| --- | --- | --------------------------------- | --------------------------- | ------------- | ---------------------------- | ----------------- | -------------------- | -------------------- | ------------ |
| 1.  | 1.  | Brendar the Barbarian             | Brendar a barbár            | Mike Mitchell | Mike Mitchell és Drew Massey | 2021. április 2.  | 2021. október 2.     | 2022. július 18.     | 101          |
| 2.  | 2.  | Off to See the Wizard             | ...s a végén Horus vár reád | Mike Mitchell | Mike Mitchell és Drew Massey | 2021. április 9.  | 2021. október 3.     | 2022. július 19.     | 102          |
| 3.  | 3.  | Blood, Sweat & Fears              | Vér, verejték és szörnyek   | Mike Mitchell | Jenn Lloyd és Kevin Bonani   | 2021. április 16. | 2021. október 9.     | 2022. július 20.     | 103          |
| 4.  | 4.  | Season of the Witch               | Banya csak egy van          | Mike Mitchell | Mike Mitchell                | 2021. április 23. | 2021. október 10.    | 2022. július 21.     | 104          |
| 5.  | 5.  | My Sharon-Ah                      | Sharon, a profi             | Mike Mitchell | Mike Mitchell                | 2021. április 30. | 2021. október 16.    | 2022. július 22.     | 105          |
| 6.  | 6.  | Parents Just Don't Understand     | Családi trolltúra           | Paul Fox      | Mike Mitchell                | 2021. május 7.    | 2021. október 17.    | 2022. július 25.     | 106          |
| 7.  | 7.  | When Dragons Cry                  | Sárkány ellen sárkányfűszer | Paul Fox      | Jess Pineda                  | 2021. május 14.   | 2021. október 23.    | 2022. július 26.     | 107          |
| 8.  | 8.  | Mapmaker, Mapmaker, Make Me a Map | Az unikális unikornis       | Craig Wallace | Jenn Lloyd és Kevin Bonani   | 2021. május 21.   | 2021. október 24.    | 2022. július 27.     | 108          |
| 9.  | 9.  | Ice Ice Baby                      | Sok hűhó Bundiért           | Craig Wallace | Eileen Conn                  | 2021. május 28.   | 2021. október 30.    | 2022. július 28.     | 109          |
| 10. | 10. | Pictures of Boo                   | A szellemszálló             | Melanie Orr   | Jess Pineda                  | 2021. június 4.   | 2021. október 31.    | 2022. július 29.     | 110          |
| 11. | 11. | I Will Survive                    | A túlélőpróbák              | Melanie Orr   | Jenn Lloyd és Kevin Bonani   | 2021. június 11.  | 2021. november 6.    | 2022. augusztus 1.   | 111          |
| 12. | 12. | The Queen Is Back                 | A királynő visszatér        | Aleysa Young  | Eileen Conn                  | 2021. június 18.  | 2021. november 7.    | 2022. augusztus 2.   | 112          |
| 13. | 13. | Come Together                     | A koronás barbárfő          | Aleysa Young  | Mike Mitchell és Drew Massey | 2021. június 25.  | 2021. november 7.    | 2022. augusztus 3.   | 113          |

## Gyártás
2020. szeptember 23-án bejelentették, hogy a sorozat gyártása 2020 végén kezdődik el. A műsort a Kolumbiai Vancouverben forgatták. Spencer Grammer-t Brendar hangjává választották, Drew Massey pedig Evan hangja lett. További hangok és bábjátékosok: Colleen Smith, Allan Trautman , Sarah Sarang Oh, Nicolette Santino, Peggy Etra, James Murray és Jeny Cassidy. A műsorban Gina Yashere humorista és Phil LaMarr hangja is hallható.